# Ейфорія (фільм, 2017)
«Ейфорія» (англ. Euphoria) — драматичний фільм спільного виробництва Швеції, Великої Британії і Німеччини режисерки і сценаристки Лізи Лангсет, що вийшов 2017 року. Стрічка розповідає про подорож двох сестер після смерті їхньої матері. У головних ролях Алісія Вікандер, Ева Грін, Шарлотта Ремплінг.
Вперше фільм продемонстрували 8 вересня 2017 року на Міжнародному кінофестивалі у Торонто, у широкому кінопрокаті в Україні показ фільму має розпочатися 15 лютого 2018 року.

## Сюжет
Емілі (Ева Грін) та Інес (Алісія Вікандер) здійснюють подорож Європою, яка повинна закінчитися в «найпрекраснішому місці на світі». Саме там Емілі хоче прожити своє «ідеальне життя» і піти назавжди з цього світу. Але, поставлена перед фактом, Інес зовсім не готова покірливо прийняти це дивне рішення та хоче вирватися з цього «клубу самогубців».

## У ролях
| Актор             | Персонаж   | Роль         |
| ----------------- | ---------- | ------------ |
| Алісія Вікандер   | Інес       | сестра Емілі |
| Ева Грін          | Емілі      | сестра Інес  |
| Шарлотта Ремплінг | Марина     |              |
| Чарльз Денс       | містер Дін |              |
| Марк Стенлі       | Браян      |              |
| Адріан Лестер     | Арон       |              |

## Створення фільму

### Знімальна група
- Кінорежисерка — Ліза Лангсет
- Сценаристка — Ліза Лангсет
- Кінопродюсери — Патрік Андерссон, Фріда Барго, Чарльз Кольє, Алісія Вікандер
- Композитори — Ліза Голмквіст
- Кінооператор — Роб Гарді
- Кіномонтаж — Діно Джонсатер
- Підбір акторів — Стефані Польманн
- Художник-постановник — Крістіан М. Голдбек
- Артдиректор — Ральф Шрек
- Художник з костюмів — Деніз Остгольм[3].

### Виробництво
Знімання фільму розпочалося в середині серпня 2016 року у Баварії, Німеччина